# یک، دو، خیلی
«یک، دو، خیلی» (انگلیسی: One, Two, Many) یک فیلم کمدی جنسی در سال 2008 است که توسط ناسیونال لامپون توزیع شده است، به کارگردانی مایکل دلورنزو و نویسندگی و بازی جان ملندز ساخته شده است.
مردی به امید تحقق آرزوی سکس سه نفر (تری سام) در زندگی عاشقانه خود بین چندین زن دست و پا می زند و در نهایت هزینه آن را پرداخت می کند.

این فیلم از بیشتر منتقدین نظرات منفی را دریافت کرد. در نظری برای DVD Talk ، برایان اورندورف ، منتقد ،گفت: 
"پاسخ کوتاه این است که بسیاری به طرز فجیعی نامناسب هستند و ملندز نشان می دهد که او مردی از کاریزما و توانایی هنری صفر است." 
منتقد DVD Verdict، دیوید جانسون گفت:
"من هیچ حرف مثبتی در مورد این نسخه ندارم. مطمئن هستم که چند طرفدار پیدا خواهد کرد ، اما One، Two، Many سکسی یا خنده دار یا چیز دیگری نیست."